# Parbroath Castle
Parbroath Castle ist die Ruine einer Niederungsburg in der Nähe der Parbroath Farm im Dorf Creich in der schottischen Council Area Fife. Die Burg war der frühere Sitz des Clan Seton.
Es ist nicht bekannt, wer die Burg bauen ließ und wann sie erbaut worden ist. Auch ihr Aussehen ist nicht bekannt. Heute stehen nur noch Reste eines Gewölbes in einem Feld. Die Ruine wurde 1984 von Historic Scotland als historisches Bauwerk der Kategorie C gelistet.